# Аланские ворота (арка)
Ала́нские ворота (ингуш. «Ала́ной ков») — триумфальные въездные ворота города Магас — столицы Республики Ингушетия, возведённые в стиле древней ингушской башенной архитектуры в память о былой аланской цивилизации и её представителях.
Монументальное архитектурное сооружение — «Аланские ворота» представляет собой две боковые приставные и одну центральную башни, которые связаны между собой арочным перекрытием. С каждым метром башни сужаются на 13 сантиметров. С двух сторон из башенных строений идёт винтовая лестница, которая со второго этажа выходит на вершину арки, где располагается обзорная площадка с видом на город, Башню Согласия и величественную цепь Кавказских гор. Высота башен достигает 18 метров, а ширина ворот от края одной башни до дальней границы другой составляет 24 метра.
Над арочными перекрытиями с двух сторон в стены вделаны гербы Магаса. На лицевой въездной стороне арки перед основаниями башен стоят скульптуры — три у каждой башни: перед боковыми установлены изваяния древних ингушских воинов — стражей страны и её главных ворот, перед центральной башней — скульптура ингушской женщины в традиционном одеянии, держащую в руках поднос с лепёшками − национальным ингушским блюдом.
Проект был начат по инициативе Главы Ингушетии Юнус-Бека Евкурова (по другой версии автором проекта является мэр Магаса Беслан Цечоев). Строительство ворот началось в мае 2015 года и было закончено через семь месяцев. Открытие состоялось 21 декабря 2015 года. Аланские ворота построены на средства ингушского мецената Алихана Харсиева. В церемонии открытия приняли участие представители Ассоциации Героев России, делегации из Кабардино-Балкарии, Чеченской Республики, Дагестана и Ростовской области. Почетная роль открытия арки была отведена главному символу, изображенному на гербе как Ингушетии, так и Магаса — орлу, который в конце торжественного мероприятия воспарил в небо с вершины «Аланских ворот».
Строительство «Аланских ворот» вызвало споры относительно появления монумента с таким именем в Ингушетии, поскольку исторически под этим названием было известно Дарьяльское ущелье на границе Северной Осетии и Грузии. Авторов проекта в том числе обвиняли в «попытках сфальсифицировать историю».